# Variedad algebraica

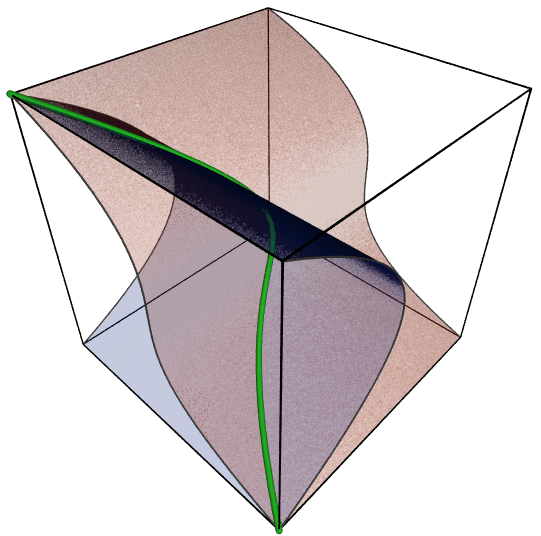
Una cúbica alabeada es una variedad algebraica proyectiva

En geometría algebraica, una variedad algebraica es esencialmente un conjunto de puntos (finito o infinito) en los cuales un polinomio (de una o más variables) toma un valor cero, o en el cual un conjunto de tales polinomios toma un valor cero. Las variedades algebraicas son uno de los objetos centrales de estudio de la geometría algebraica clásica (y en ciertos aspectos moderna).
Desde un punto de vista histórico, el teorema fundamental del álgebra estableció la relación entre el álgebra y la geometría al indicar que un polinomio de una variable en los números complejos queda determinado por su conjunto de raíces, que es un objeto geométrico inherente. Construyendo sobre este resultado, el Teorema de los ceros de Hilbert establece una correspondencia fundamental entre los ideales de los anillos de polinomios y los subconjuntos del espacio afín. Utilizando el teorema de ceros y sus resultados asociados, es posible capturar la noción geométrica de una variedad en términos algebraicos como también hacer que la geometría entienda sobre temas de la teoría de anillos.
Las convenciones relativas a la definición de una variedad algebraica difieren ligeramente. Por ejemplo, algunas definiciones requieren que una variedad algebraica sea irreducible, lo que significa que no es la unión de dos conjuntos más pequeños que son cerrado en la topología de Zariski. Bajo esta definición, las variedades algebraicas no irreducibles se llaman conjuntos algebraicos. Otras convenciones no requieren irreducibilidad.
El teorema fundamental del álgebra establece un vínculo entre el álgebra y la geometría al demostrar que un polinomio mónico (un objeto algebraico) en una variable con coeficientes en números complejos está determinado por el conjunto de sus raíces (un objeto geométrico) en el plano complejo. Generalizando este resultado, la teorema de los ceros de Hilbert proporciona una correspondencia fundamental entre los ideales de anillos de polinomios y conjuntos algebraicos. Usando el Nullstellensatz y resultados relacionados, los matemáticos han establecido una fuerte correspondencia entre cuestiones sobre conjuntos algebraicos y cuestiones de teoría de anillos. Esta correspondencia es una característica definitoria de la geometría algebraica.
Muchas variedades algebraicas son colectores, pero una variedad algebraica puede tener puntos singulares mientras que un colector no. Las variedades algebraicas pueden caracterizarse por su dimensión. Las variedades algebraicas de dimensión uno se llaman curva algebraicas y las variedades algebraicas de dimensión dos se llaman  superficies algebraicas.
En el contexto de la teoría moderna de esquema, una variedad algebraica sobre un campo es un esquema integral (irreducible y reducido) sobre ese campo cuyo morfismo de estructura está separado y es de tipo finito.

## Descripción general y definiciones
Una variedad afín sobre un cuerpo algebraicamente cerrado es conceptualmente el tipo de variedad más fácil de definir, lo que se hará en esta sección. Posteriormente, se pueden definir variedades proyectivas y cuasi-proyectivas de forma similar. La definición más general de una variedad se obtiene juntando variedades cuasi-proyectivas más pequeñas. No es obvio que se puedan construir ejemplos genuinamente nuevos de variedades de esta manera, pero Masayoshi Nagata dio un ejemplo de una nueva variedad de este tipo en la década de 1950.

### Variedades afines
Para un cuerpo algebraicamente cerrado K y un número natural n, sea An un espacio afín en K, identificado como {\displaystyle K^{n}} mediante la elección de un sistema coordenado afín. Los polinomios  f  en el anillo K[x1, ..., xn] se pueden considerar como funciones con valores K en An si se evalúa  f  en los puntos en  An,o sea eligiendo valores en K para cada xi. Para cada conjunto S de polinomios en  K[x1, ..., xn], define el lugar geométrico de los ceros Z(S) que son el conjunto de puntos en An en los cuales las funciones en S se anulan simultáneamente, es decir:
{\displaystyle Z(S)=\left\{x\in \mathbf {A} ^{n}\mid f(x)=0{\text{ para todo }}f\in S\right\}.}
Un subconjunto V de An es denominado un conjunto algebraico afín si V = Z(S) para algún S.: 2  Un conjunto algebraico afín no vacío V se denomina irreducible si no puede ser expresado como la  unión de dos subconjuntos algebraicos propios.: 3  Un conjunto algebraico afín irreducible también es llamado una variedad afín.: 3  Muchos autores usan la frase variedad afín para referirse a todo conjunto algebraico afín, irreducible o no
A las variedades afines se les puede dar una topología natural declarando que los conjuntos cerrados son precisamente los conjuntos algebraicos afines. Esta topología se denomina topología de Zariski.: 2 
Dado un subconjunto V de An, se define I(V) como el ideal de todas las funciones polinómicas que se anulan en V:
{\displaystyle I(V)=\left\{f\in K[x_{1},\ldots ,x_{n}]\mid f(x)=0{\text{ para todo }}x\in V\right\}.}
Para cualquier conjunto algebraico afín V, el anillo de coordenadas de V es el resultado del anillo polinómico cocientado por este ideal.: 4 

### Variedades proyectivas y cuasi -proyectivas
Sea k un campo cerrado algebraico y sea Pn el espacio proyectivo -n en  k.  Sea  f  en k[x0, ..., xn] un polinomio homogéneo de grado d.  No está bien definido para evaluar  f  en puntos de Pn en coordenadas homogéneas.  Sin embargo, ya que  f  es homogéneo, lo que significa que   f  (λx0, ..., λxn) = λd f  (x0, ..., xn), tiene sentido preguntarse si  f  desaparece en un punto [x0 : ... : xn].  Para cada conjunto S de polinomios homogéneos, definimos el foco cero de S como el conjunto de puntos en Pn en el cual las funciones en S desaparecen:
{\displaystyle Z(S)=\{x\in \mathbf {P} ^{n}\mid f(x)=0{\text{ for all }}f\in S\}.}
Un subconjunto V de Pn de denomina conjunto algebraico proyectivo si V = Z(S) para algún S.: 9  Un conjunto algebraico proyectivo irreducible se llama "variedad proyectiva".: 10 
Las variedades proyectivas también cuentan con la topología de Zariski declarando que todos los conjuntos algebraicos son cerrados.
Dado un subconjunto V de Pn, sea I(V) el ideal generado por todos los polinomios homogéneos que desaparecen en V. Para cualquier conjunto algebraico proyectivo V, el anillo de coordenadas de V es el cociente del anillo de polinomios por este ideal.: 10 
Una variedad cuasi-proyectiva es un subconjunto abierto de Zariski de una variedad proyectiva. Obsérvese que toda variedad afín es cuasi-proyectiva. Obsérvese también que el complemento de un conjunto algebraico en una variedad afín es una variedad cuasi-proyectiva; en el contexto de las variedades afines, tal variedad cuasi-proyectiva no suele llamarse variedad sino conjunto construible.

### Variedades abstractas
En la geometría algebraica clásica, todas las variedades eran por definición variedades cuasiproyectivas, lo que significa que eran subvariedades abiertas de subvariedades cerradas del espacio proyectivo. Por ejemplo, en el capítulo 1 de Hartshorne, una variedad sobre un campo algebraicamente cerrado se define como una variedad cuasiproyectiva,: 15  pero a partir del capítulo 2, el término variedad (también llamado variedad abstracta) se refiere a un objeto más general, que localmente es una variedad cuasiproyectiva, pero cuando se ve como un todo no es necesariamente cuasiproyectiva; es decir, podría no tener una incrustación en el espacio proyectivo. Es decir, podría no tener una incrustación en espacio proyectivo.: 105  Así, clásicamente, la definición de una variedad algebraica requería una incrustación en el espacio proyectivo, y esta incrustación se utilizaba para definir la topología de la variedad y las funciones regulares de la variedad. La desventaja de esta definición es que no todas las variedades tienen incrustaciones naturales en el espacio proyectivo. Por ejemplo, bajo esta definición, el producto P1 × P1 no es una variedad hasta que se incrusta en el espacio proyectivo; esto se hace generalmente por la incrustación de Segre. Sin embargo, cualquier variedad que admita una incrustación en el espacio proyectivo admite muchas otras al componer la incrustación con la superficie de Veronese. En consecuencia, muchas nociones que deberían ser intrínsecas, como el concepto de función regular, no lo son obviamente.
El primer intento con éxito de definir una variedad algebraica de forma abstracta, sin una incrustación, fue realizado por André Weil. En su Fundamentos de Geometría Algebraica, Weil definió una variedad algebraica abstracta usando valoraciones. Claude Chevalley hizo una definición de esquema, que servía para un propósito similar, pero era más general. Sin embargo, la definición de esquema de Alexander Grothendieck es aún más general y ha recibido la mayor aceptación. En el lenguaje de Grothendieck, una variedad algebraica abstracta suele definirse como una integral, de esquema separado y de tipo finito sobre un campo algebraicamente cerrado,: 104–105  aunque algunos autores abandonan la irreducibilidad o la condición de reducción o de separatividad o permiten que el campo subyacente no sea algebraicamente cerrado. Las variedades algebraicas clásicas son la integral cuasiproyectiva separada de esquemas de tipo finito sobre un campo algebraicamente cerrado.

#### Existencia de variedades algebraicas abstractas no-cuasiproyectivas
Uno de los primeros ejemplos de una variedades algebraicas no-cuasiproyectiva fue provisto formulado por Nagata. El ejemplo de Nagat no era completo (el análogo de compacticidad), pero poco después Nagata encontró una superficie algebraica que era completa y no-proyectiva. Desde entonces se han encontrado otros ejemplos; por ejemplo, es sencillo construir una variedad tórica que no es cuasi-proyectiva pero sí completa.

### Variedad afín

#### Ejemplo 1
Sea k = C, y A2 sea el espacio afín bidimensional sobre C. Los polinomios en el anillo C[x, y] pueden verse como funciones de valor complejo en A2 evaluando en los puntos de A2. Sea el subconjunto S de C[x, y] un único elemento  f  (x, y):
{\displaystyle f(x,y)=x+y-1.}
El lugar cero de  f  (x, y) es el conjunto de puntos de A2 en los que esta función desaparece: es el conjunto de todos los pares de números complejos (x, y) tales que y = 1 - x. Esto se llama una línea en el plano afín. En la topología clásica, procedente de la topología sobre los números complejos, una recta compleja es un colector real de dimensión dos. Se trata del conjunto Z( f ):
{\displaystyle Z(f)=\{(x,1-x)\in \mathbf {C} ^{2}\}.}
Así, el subconjunto V = Z( f ) de A2 es un conjunto algebraico. El conjunto V no es vacío. Es irreducible, ya que no puede escribirse como la unión de dos subconjuntos algebraicos propios. Por lo tanto, es una variedad algebraica afín.

#### Ejemplo 2
Sea k = C, y A2 sea el espacio afín bidimensional sobre C. Los polinomios en el anillo C[x, y] pueden verse como funciones de valor complejo en A2 evaluando en los puntos de A2. Sea el subconjunto S de C[x, y] el que contenga un único elemento g(x, y):
{\displaystyle g(x,y)=x^{2}+y^{2}-1.}
El lóbulo cero de g(x, y) es el conjunto de puntos de A2 en los que esta función desaparece, es decir, el conjunto de puntos (x, y) tales que x2 + y2 = 1. Como g(x, y) es un polinomio absolutamente irreducible, se trata de una variedad algebraica. El conjunto de sus puntos reales (es decir, los puntos para los que x e y son números reales), se conoce como el círculo unitario; este nombre también se da a menudo a toda la variedad.

#### Ejemplo 3
El siguiente ejemplo no es ni una hipersuperficie, ni un espacio lineal, ni un único punto. Sea A'3 el espacio afín tridimensional sobre C'. El conjunto de puntos (x, x 2, x 3) para x en C es una variedad algebraica, y más precisamente una curva algebraica que no está contenida en ningún plano. Es la cúbica alabeada que se muestra en la figura anterior. Se puede definir mediante las ecuaciones
{\displaystyle {\begin{aligned}y-x^{2}&=0\\z-x^{3}&=0\end{aligned}}}
La irreducibilidad de este conjunto algebraico necesita una demostración. Una aproximación en este caso es comprobar que la proyección (x, y, z) → (x, y) es inyectiva sobre el conjunto de las soluciones y que su imagen es una curva plana irreducible.
Para ejemplos más difíciles, siempre se puede dar una prueba similar, pero puede implicar un cálculo difícil: primero una base de Gröbner para calcular la dimensión, seguida de un cambio lineal aleatorio de variables (no siempre necesario); luego una base de Gröbner para otro orden monomial para calcular la proyección y probar que es genéricamente inyectiva y que su imagen es una hipersuperficie, y finalmente una  factorización polinómica para probar la irreductibilidad de la imagen.